# Мерионет Парк (Илиноис)
Мерионет Парк (енгл. Merrionette Park) град је у америчкој савезној држави Илиноис.

## Демографија
По попису из 2010. године број становника је 1.900, што је 99 (-5,0%) становника мање него 2000. године.
| Група             | 2000.         | 2010.         |
| Белци             | 1.753 (87,7%) | 1.435 (75,5%) |
| Афроамериканци    | 132 (6,6%)    | 191 (10,1%)   |
| Азијати           | 10 (0,5%)     | 19 (1,0%)     |
| Хиспаноамериканци | 83 (4,2%)     | 229 (12,1%)   |
| Укупно            | 1.999         | 1.900         |